# Courville-sur-Eure
Courville-sur-Eure és un municipi francès, situat al departament de l'Eure i Loir i a la regió de Centre – Vall del Loira. L'any 2007 tenia 2.737 habitants.

## Demografia

### Població
El 2007 la població de fet de Courville-sur-Eure era de 2.737 persones. Hi havia 1.074 famílies, de les quals 353 eren unipersonals (106 homes vivint sols i 247 dones vivint soles), 332 parelles sense fills, 307 parelles amb fills i 82 famílies monoparentals amb fills.
La població ha evolucionat segons el següent gràfic:
Habitants censats

### Habitatges
El 2007 hi havia 1.215 habitatges, 1.097 eren l'habitatge principal de la família, 41 eren segones residències i 76 estaven desocupats. 941 eren cases i 271 eren apartaments. Dels 1.097 habitatges principals, 616 estaven ocupats pels seus propietaris, 458 estaven llogats i ocupats pels llogaters i 23 estaven cedits a títol gratuït; 30 tenien una cambra, 98 en tenien dues, 289 en tenien tres, 327 en tenien quatre i 353 en tenien cinc o més. 702 habitatges disposaven pel capbaix d'una plaça de pàrquing. A 536 habitatges hi havia un automòbil i a 360 n'hi havia dos o més.

### Piràmide de població
La piràmide de població per edats i sexe el 2009 era:
| Homes | Edats   | Dones |
| ----- | ------- | ----- |
| 4     | 95 o +  | 4     |
| 16    | 90 a 94 | 32    |
| 16    | 85 a 89 | 36    |
| 24    | 80 a 84 | 36    |
| 44    | 75 a 79 | 72    |
| 32    | 70 a 74 | 64    |
| 88    | 65 a 69 | 60    |
| 68    | 60 a 64 | 72    |
| 40    | 55 a 59 | 52    |
| 76    | 50 a 54 | 96    |
| 72    | 45 a 49 | 60    |
| 92    | 40 a 44 | 124   |
| 124   | 35 a 39 | 96    |
| 128   | 30 a 34 | 112   |
| 84    | 25 a 29 | 76    |
| 64    | 20 a 24 | 84    |
| 76    | 15 a 19 | 96    |
| 76    | 10 a 14 | 88    |
| 92    | 5 a 9   | 100   |
| 80    | 0 a 4   | 80    |

## Economia
El 2007 la població en edat de treballar era de 1.687 persones, 1.184 eren actives i 503 eren inactives. De les 1.184 persones actives 1.072 estaven ocupades (569 homes i 503 dones) i 112 estaven aturades (53 homes i 59 dones). De les 503 persones inactives 145 estaven jubilades, 124 estaven estudiant i 234 estaven classificades com a «altres inactius».

### Ingressos
El 2009 a Courville-sur-Eure hi havia 1.126 unitats fiscals que integraven 2.594,5 persones, la mediana anual d'ingressos fiscals per persona era de 18.030 €.

### Activitats econòmiques
Dels 155 establiments que hi havia el 2007, 2 eren d'empreses extractives, 4 d'empreses alimentàries, 2 d'empreses de fabricació de material elèctric, 6 d'empreses de fabricació d'altres productes industrials, 17 d'empreses de construcció, 42 d'empreses de comerç i reparació d'automòbils, 15 d'empreses de transport, 10 d'empreses d'hostatgeria i restauració, 8 d'empreses financeres, 9 d'empreses immobiliàries, 16 d'empreses de serveis, 14 d'entitats de l'administració pública i 10 d'empreses classificades com a «altres activitats de serveis».
Dels 45 establiments de servei als particulars que hi havia el 2009, 1 era una oficina d'administració d'Hisenda pública, 1 gendarmeria, 1 oficina de correu, 4 oficines bancàries, 1 funerària, 4 tallers de reparació d'automòbils i de material agrícola, 1 taller d'inspecció tècnica de vehicles, 1 autoescola, 4 guixaires pintors, 5 fusteries, 4 lampisteries, 3 electricistes, 4 perruqueries, 6 restaurants, 3 agències immobiliàries, 1 tintoreria i 1 saló de bellesa.
Dels 23 establiments comercials que hi havia el 2009, 2 eren supermercats, 1 una botiga de més de 120 m², 3 fleques, 6 carnisseries, 1 una peixateria, 3 botigues de roba, 2 botigues d'equipament de la llar, 1 una sabateria, 1 una botiga de mobles, 1 una perfumeria i 2 floristeries.
L'any 2000 a Courville-sur-Eure hi havia 11 explotacions agrícoles que ocupaven un total de 584 hectàrees.

## Equipaments sanitaris i escolars
Els 2 equipaments sanitaris que hi havia el 2009 eren farmàcies.
El 2009 hi havia 1 escola maternal i 2 escoles elementals. Courville-sur-Eure disposava d'un col·legi d'educació secundària amb 568 alumnes.

## Poblacions més properes
El següent diagrama mostra les poblacions més properes.